# Periodo Formativo andino

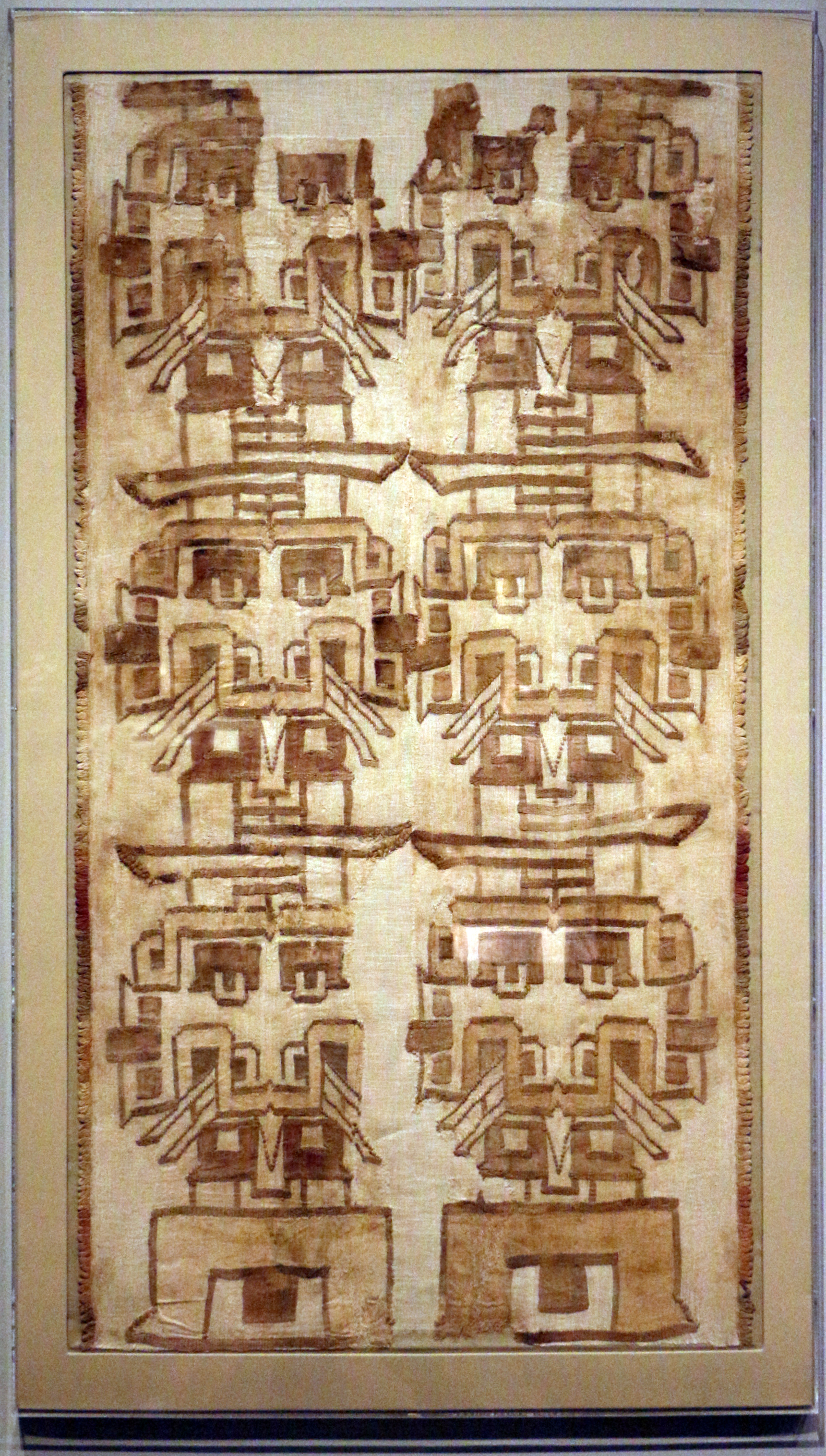
Textil chavín

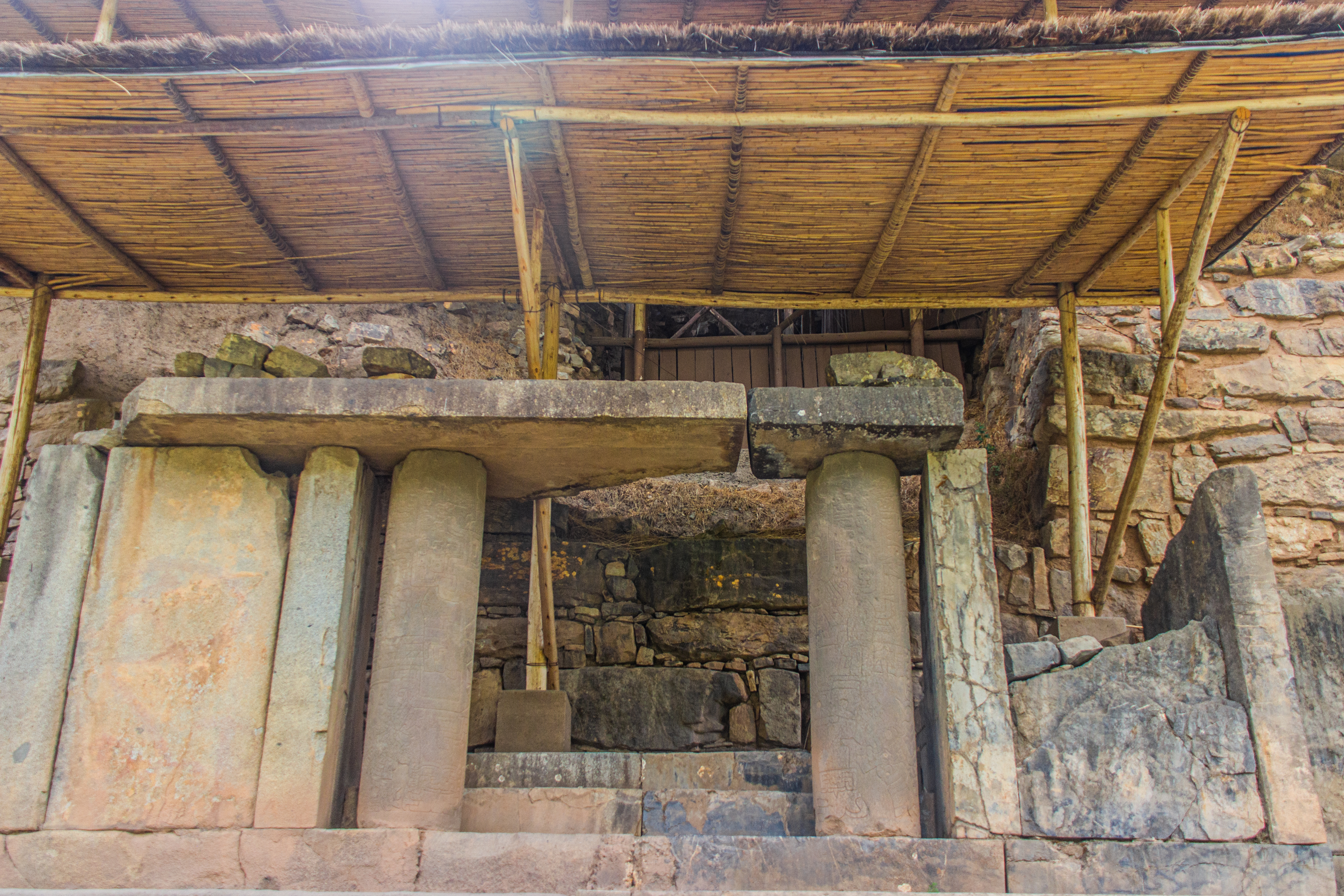
Portada de las Falcónidas en Chavín de Huántar

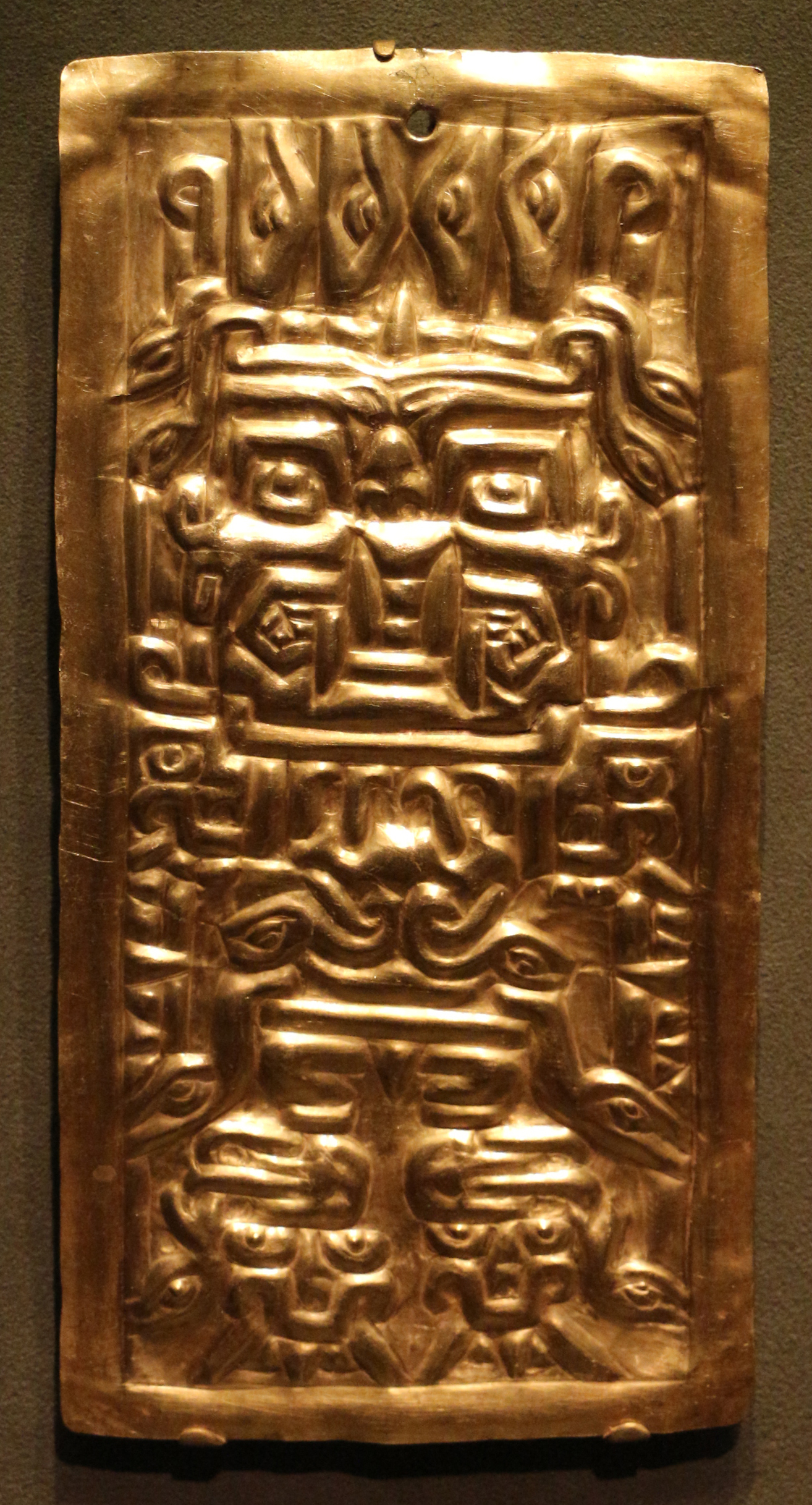
Placa de oro chavinoide

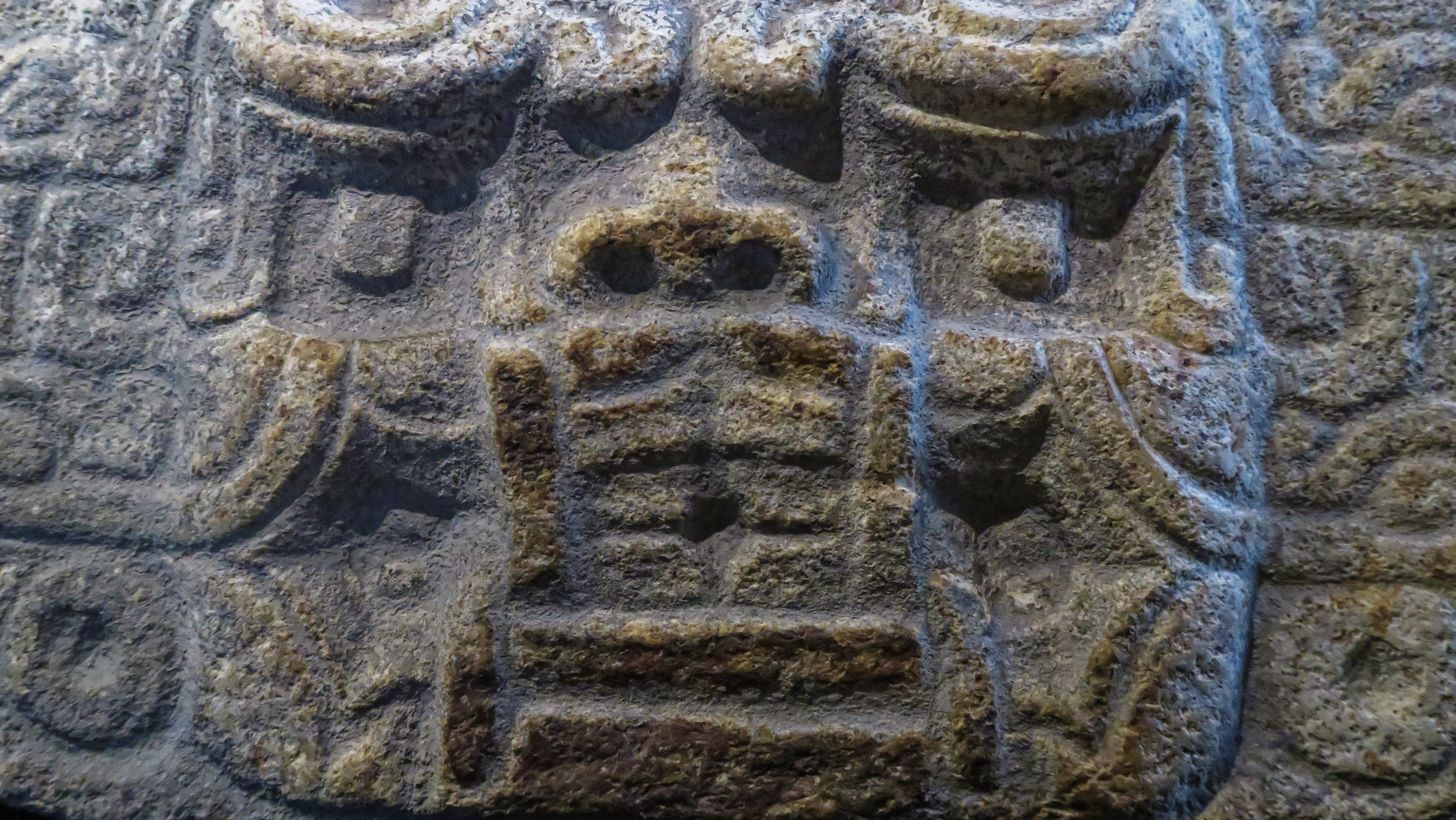
Bajorrelieve en Kuntur Wasi

El Formativo inicial se inicia con la aparición de la cerámica ocurrida en la cuenca de Ucayali, en la Selva Baja, con la cultura tutishcainyo, hace 4000 años y en la Selva Alta, hace 3800 años con la fase Waira-jirca de la cultura kotosh,. En la sierra y en la costa en el gran yacimiento arqueológico de las Haldas cerca de Casma, aproximadamente en 1 800 a. C. y en la comarca limeña en Ancón, en 1 600 a. C. y finaliza con la desintegración del Centro Ceremonial de Chavín de Huantar. Entre los logros más importantes destacan la orfebrería, la hidráulica, perfeccionamiento de las técnicas agrícolas, expansión religiosa y encumbramiento del arte textil.
Etapas:
Formativo InferiorTambién llamado Formativo Inicial o periodo Prechavín, en esta etapa se desarrollan expresiones previas a surgimiento de chavín, tales como Pacopampa, Kuntur Wasi, Kotosh Wairajirca, Sechín Alto, etc. En esta época aparece la cerámica y la orfebrería.
Formativo MedioConocido también con el nombre de Formativo Síntesis, en este periodo se desarrolla plenamente la cultura chavín con su centro principal Chavín de Huantar, foco de irradiación cultural y religiosa, en esta etapa se desarrollan notablemente la cerámica monócroma y la escultura lítica.
Formativo SuperiorOtros nombres que recibe este periodo son Formativo Final, Formativo de Transición. La celebridad alcanzada por Chavín de Huantar, centro principal de la cultura chavín, gracias a su poder religioso hará que comarcas que antes dependían de aquel centro ceremonial surjan como nuevos centros ceremoniales con estilos propios independizándose completamente después de unos cientos de años de la influencia chavín, marcando de esta manera la decadencia completa del periodo Formativo identificado con la cultura chavín, dando paso de esta manera al Intermedio Temprano.
Tomando como referencia solo a la cultura chavín, el surgimiento y la decadencia de esta, los dos últimos periodos también es conocido como Horizonte Chavín u Horizonte Temprano.